# Dassault Électronique
Dassault Électronique était une société française dans le secteur de l'électronique professionnelle, anciennement dénommée « Électronique Marcel Dassault » puis « Électronique Serge Dassault ». Elle a été absorbée par la société Thomson-CSF en 1998.

## Historique
À l'origine, c'était le département électronique de la Générale Aéronautique Marcel Dassault (GAMD). Créé en 1955 à l'initiative de Bertrand Daugny avec le consentement et l'appui financier de Marcel Dassault, il se situait au sein de la GAMD à Argenteuil. Son activité: étude, réalisation et expérimentation de radars aéroportés. Ce département électronique quittera le giron de la GAMD pour devenir le CEREL et s'installera à Saint Cloud. 
La SARL « Électronique Marcel Dassault » est née le 31 mars 1962 du « Centre d’études et de recherches électroniques » (CEREL) installé à Saint-Cloud. La SARL change de statut le 28 janvier 1963 et devient la SA « Électronique Marcel Dassault ».
Serge Dassault est nommé directeur général en 1963, puis président-directeur général le 10 octobre 1967. Le 5 février 1982, à la demande des actionnaires, la société change de nom et devient « Électronique Serge Dassault ».
Rebaptisée « Dassault Électronique » le 19 juin 1990, la société fusionne en 1998 avec Thomson-CSF.
La société (622-034-445) est radiée du registre du commerce et des sociétés depuis le 28 janvier 1999.

## Le groupe «Dassault Électronique»
En 1993, le groupe Dassault Électronique comprenait la société-mère Dassault Électronique (chiffre d'affaires de 2,77 milliards de francs), la société Dassault Automatismes et Télécommunications (chiffre d'affaires 1,11 milliard de francs) et la société DE3I Informatique (chiffre d'affaires de 56 millions de francs). Son carnet de commandes s'élevait alors à neuf milliards de francs.

## Pour approfondir